# إريك مازور
إريك مازور (بالهولندية: Eric Mazur)‏ (و. 1954 – م) هو فيزيائي من مملكة الأراضي المنخفضة . ولد في أمستردام . وهو عضواً في الأكاديمية الملكية الهولندية للفنون والعلوم .

## التعليم
تعلم في جامعة ليدن

## مناصب وهيئات
أدار جامعة هارفارد.

## جوائز
حصل على جوائز منها:
- جائزة الباحث الشاب الرئاسية.